# Leptochristina pubimargo
Leptochristina pubimargo är en skalbaggsart som beskrevs av Edmund Reitter 1902. Leptochristina pubimargo ingår i släktet Leptochristina och familjen Melolonthidae. Inga underarter finns listade i Catalogue of Life.